# Convento de San Agustín Viejo
El convento de San Agustín Viejo (en catalán: convent de Sant Agustí Vell) fue construido a partir de 1349 y finalizado en torno a 1506, estaba situado en el barrio de la Ribera de Barcelona. Su ubicación era en la zona donde trabajaban los menestrales dedicados al tratamiento de las pieles, sazonadores y curtidores, una actividad que requiere de un alto consumo de agua, razón por la que se ubicaba alrededor de la Acequia Condal que pasaba por la calle de la Acequia y por el actual emplazamiento del mercado del Borne.
La iglesia fue destruida en 1716 y la orden de los agustinos se trasladó a la Iglesia de San Agustín inaugurada en 1750. Para conocer la morfología de la desaparecida iglesia puede compararse con la iglesia de San Juan Bautista de Valls, ya que en 1569 se decidió tomar la iglesia de San Agustín como referente. Así pues, la iglesia debía medir poco más de 58 metros de largo por casi 15 metros de ancho, además de las capillas laterales, y la altura estaría cercana a los 25 metros.
En el contexto de crisis social y económica que caracterizó el final de la Baja Edad Media, la sensación de provisionalidad vital de la sociedad llevaba a un profundo sentimiento religioso y a la necesidad de desarrollar estructuras solidarias donde encontrar seguridad física, profesional y, finalmente, espiritual. En este contexto, con una crisis demográfica consecuencia de las guerras y de la peste que asolaron Cataluña, el individualismo no tenía razón de ser y los gremios y cofradías aportaban un grado de seguridad en un entorno cambiante y se convirtieron en organizaciones potentes que conformaban un poder político en cohesionar un grupo de la sociedad en plena evolución. Tener capilla propia dentro de una iglesia y su decoración con un retablo, eran la máxima representación material de sus valores.
El gremio de Curtidores tenía una hermandad o cofradía fundada a principios del siglo XV. Sus ordenanzas fueron aprobadas por el rey Martín el Humano, a Segorbe, el 18 de octubre de 1401, a instancia de los prohombres de los curtidores y fueron confirmadas en Barcelona, el 23 de junio de 1405. Según éstas, los curtidores veneraban como patrón a San Agustín y tuvieron su propia capilla en el convento desde 1401.
Es la sede del Archivo Fotográfico de Barcelona y del Museo del Chocolate.
El CRAI Biblioteca de Reserva de la Universidad de Barcelona conserva, a raíz de la desamortización de los conventos de 1835, los fondos provenientes del Convento de Sant Agustí, que actualmente suman casi mil ediciones. Asimismo, ha registrado y descrito algún ejemplo de las marcas de propiedad que identificaron el convento a lo largo de su existencia.